# 潘琴科韋
48°2′37″N 39°46′14″E / 48.04361°N 39.77056°E
潘琴科韋（烏克蘭語：Панченкове）是位於烏克蘭東部的村莊，由盧甘斯克州多夫然斯克區的多夫然斯克市鎮負責管轄。該村始建於1957年，面積34.3平方公里，海拔高度234米，2001年人口694，人口密度每平方公里20.2人。